# Kevert fényű lámpa
A kevert fényű lámpa olyan higanylámpa, amelyhez nem külső szerelvényként kapcsolják az áramkorlátozó előtétet, hanem az előtét izzóspirál formájában a lámpába van beépítve a kisülőcsővel sorosan. Ez a fényforrás így a kisülőlámpa és az izzólámpa keverékének tekinthető, beleértve azok jó és rossz tulajdonságait. Az izzóspirál, mint hőmérsékleti sugárzó, valamelyest javítja a kisülőlámpákra jellemző gyenge színvisszaadást, ugyanakkor lecsökkenti a fényhasznosítást és az élettartamot. Előnye a kényelmesebb használat, hiszen előtét nélkül, E27-es vagy E40-es foglalatba rögzítve közvetlenül alkalmazható.
Bekapcsoláskor a teljesítmény döntő része a spirálra jut, így a lámpa azonnal intenzíven világít. A kisülés stabilizációjának néhány perce után a bevezetett teljesítménynek kb. 50-50%-a jut a spirálra és a kisülőcsőre. A külső búrán a higanylámpához hasonlóan fényporbevonat van.
A lámpa főbb adatai
| Fényhasznosítás | Élettartam | Színvisszaadási index | Színhőmérséklet |
| --------------- | ---------- | --------------------- | --------------- |
| 22-28 lm/W      | 10 000 óra | 52                    | ~4000 K         |